# 細谷而楽
細谷 而楽（ほそや じらく、1878年（明治11年） - 1940年（昭和15年））は、彫刻家。本名三郎。群馬県城東町（現、前橋市一毛町）生まれ。

## 来歴
前橋藩士の家柄に生まれ、家業は製糸業を営む。明治30年（1897年）9月、東京美術学校予科（現東京藝術大学）に入学する。翌年には新しく開かれた塑造科へと進み担当教官である高村光雲に師事する。同期には高村光太郎（光雲の子息）がおり、ともに学業に励む。明治41年（1908年）に光雲の推薦により、文部省古社寺保存会に勤務し奈良へと移り、仏像、古美術の修復にその天分を発揮し特に、東洋独特の乾漆彫刻の伝統技術を苦心のすえ解明し、復原することに成功する。唐招提寺の乾漆仏像を修復してからは乾漆工芸家として知られ、日本国における仏像修復の貴重な存在となる。代表作に新薬師寺の塑造十二神将のうち、江戸時代の地震で失われた1体（寺伝・波夷羅大将像）を補作（1931年）。妻フクの兄、中島秋圃は日本画家である。墓所は前橋市正幸寺

## エピソード
昭和9年（1934年）、法隆寺に用があり通っていた細谷而楽は、食堂（じきどう）に近世の間に合わせの修理で張りぼての菰をかぶったような仏像があるのに気がついた。土とも木とも分からない、高さ七尺程の腰以下のやたら太い不恰好この上もない作品であるが、欠けた部分を少しめくると中に別の何かがあるように見える。さては何か古像ではないかと次々と上皮を剥がすと、文字通り「化けの皮」が見事に剥がれ中から気品高い天平彫刻が出現した。一年余の修理のうえ天平塑像の傑作・吉祥天像を修復することとなる。昭和11年（1936年）には重要文化財（当時の旧国宝）に指定。現在は法隆寺大宝蔵院に安置されている。

## 門下
加藤翠園

## 業績
- 文部省（当時）の古社寺保存会に入り奈良県内の仏像などの修復にあたる。

## 代表作
- 波夷羅大将像　新薬師寺十二神将を補作
- 菩薩半伽像（奈良中宮寺本尊、国宝）を模写
- 塑造吉祥天像（法隆寺食堂、重要文化財）を修復
- 慈光観音像（前橋市敷島公園）＊戦時中の金属供出により今はない。
- 彰忠碑「とび」像（前橋市護国神社境内）
- 菩薩像（法隆寺西宝院安置）
- 爺像（奈良・春日大社蔵）
- 日蓮聖人像（奈良・蓮長寺蔵）
- ビリオン神父像（奈良・カトリック教会蔵）
- 岡倉天心像（京都美術院蔵）
- 奈良女子大初代校長 野尻先生像（奈良女子大学佐保会館蔵）